# Jamajka
Jamajka [jamájka] (angleško Jamaica, izgovarjava /dʒəˈmeɪkə/) je otoška država v Karibskem morju. Leži južno od Kube in zahodno od otoka Hispaniola, na katerem sta državi Haiti in Dominikanska republika.

## Prebivalstvo
Prebivalci karibskega otoka Jamajka se imenujejo Jamajčani. Večinoma so etnična mešanica afriških in anglo-irskih narodov z vplivom španske in Taino kulture, čeprav je bila slednja močno opustošena po prihodu španskih osvajalcev leta 1494. Tainci so poznani zlasti po svojem lokostrelstvu, še danes pa je njihovo zapuščino moč opaziti med drugim v kulinariki.
Problem Jamajke je ta, da se njeni prebivalci množično selijo v mesta, kjer živi že več kot polovica prebivalstva. Od 2,3 milijona jih živi 650.000 samo v Kingstonu, glavnem mestu države. Kingston je bil ustanovljen leta 1693 in je od leta 1872 prestolnica otoka. Mesto ima v deželi prevladujoč položaj, zlasti v gospodarstvu. Njegovo pristanišče je v karibskem prostoru nekaj povsem enkratnega: 14 km dolg rt Palisadoes, ki se razprostira pred mestom, je namreč ustvaril naravno pristanišče, ki je sedmo največje na svetu. Na njem so zgradili tudi eno od obeh mednarodnih letališč v državi in ga poimenovali po Normanu Manleyju. Kingston se je od leta 1960 dalje bliskovito širil in je danes sedež številnih vej industrije.
Večina prebivalcev je protestantov. Mnogi pripadajo anglikanski cerkvi, baptistom, metodistom, pa tudi različnim afriško-jamajškim sektam. Med slednjimi je najbolj razširjeno rastafarijsko gibanje, ki je nastalo na Jamajki v tridesetih letih 20. stoletja. Začetnik gibanja, Marcus Garvey (1887-1940), je v svojih govorih napovedoval kronanje črnega kralja, ki bo osvobodil zatirano temnopolto ljudstvo. Ko so leta 1930 za cesarja Etiopije okronali Haileja Selassieja, katerega sorodstvene vezi naj bi segale vse do svetopisemskih kraljev Davida in Salomona, so se zapostavljeni in revni črnci na Jamajki takoj oprijeli izrečene prerokbe.